# Live at the Showbox
Live at the Showbox — музичний документальний фільм рок-гурту Pearl Jam, що вийшов 2003 року.

## Історія створення
Відеоальбом містить запис виступу Pearl Jam в сіетлському клубі The Showbox. Цей концерт став одним з двох, що відбулись в Сіетлі 5-6 грудня 2002 року, та були першими шоу Pearl Jam за понад рік. Колектив готувався до турне на підтримку нового альбому Riot Act, та вирішив спочатку відіграти нові пісні перед місцевими шанувальниками. Окрім цього музиканти виконали кавер-версію The Sonics «Don't Beleive in Christmas», яку невдовзі було випущено різдвяним синглом. Також саме на концерті 6 грудня Едді Веддер вперше одягнув маску Джорджа Буша перед піснею «Bu$hleaguer».
DVD-запис концерту 6 грудня, що складався з 24 пісень, вийшов в червні 2003 року ексклюзивно для членів фан-клубу Pearl Jam. Пізніше гурт видав на DVD ще один концертний виступ с того ж турне на підтримку Riot Act, концерт 8 липня 2003 в Медісон-сквер-гардені, який отримав назву Live at the Garden.

## Список пісень
| #   | Назва                                              | Тривалість |
| --- | -------------------------------------------------- | ---------- |
| 1.  | «Elderly Woman Behind The Counter In A Small Town» |            |
| 2.  | «Off He Goes»                                      |            |
| 3.  | «Thumbing My Way»                                  |            |
| 4.  | «Thin Air»                                         |            |
| 5.  | «Breakerfall»                                      |            |
| 6.  | «Green Disease»                                    |            |
| 7.  | «Corduroy»                                         |            |
| 8.  | «Save You»                                         |            |
| 9.  | «Ghost»                                            |            |
| 10. | «Cropduster»                                       |            |
| 11. | «I Am Mine»                                        |            |
| 12. | «Love Boat Captain»                                |            |
| 13. | «Gods' Dice»                                       |            |
| 14. | «1/2 Full»                                         |            |
| 15. | «Daughter»                                         |            |
| 16. | «You Are»                                          |            |
| 17. | «Rearviewmirror»                                   |            |
| 18. | «Bu$hleaguer»                                      |            |
| 19. | «Insignificance»                                   |            |
| 20. | «Better Man»                                       |            |
| 21. | «Do The Evolution»                                 |            |
| 22. | «Yellow Ledbetter»                                 |            |
| 23. | «Soon Forget»                                      |            |
| 24. | «Don't Believe In Christmas»                       |            |